# Stadsstadgorna
Stadsstadgorna kallades i Sverige Ordningsstadgan (från 24 mars 1868) samt Brandstadgan (från 8 maj 1874), Byggnadsstadgan (från 8 maj 1874) och Hälsovårdsstadgan (från 25 september 1874). Även 1907 års Stadsplanelag brukar hänföras dit. Alla stadgorna gällde obligatoriskt i städer (därav benämningen). I köpingar gällde alltid brandstadgan och byggnadsstadgan samt stadsplanelagen. De övriga stadgorna kunde frivilligt tillämpas. En ny byggnadsstadga utfärdades 1931 och trädde i kraft 1932 samtidigt med 1931 års stadsplanelag.
Om tätortsbebyggelse växte fram inom landskommuner kunde municipalsamhällen inrättas, där en eller flera av stadsstadgorna skulle tillämpas. Undantagsvis kunde stadsstadgor även förordnas gälla i hela landskommuner, som till exempel i Domnarvet 1929-1943, Degerfors 1942-1943, Ramundeboda 1943-1945 eller Karlsborg 1939-1970.
Efter kommunreformen 1952 avskaffades med tiden allt fler av stadsstadgorna och ersattes av allmänna stadgor som gällde i hela riket, oavsett kommuntyp. Detta gällde ordningsstadgan (1958 eller 1 januari 1960), hälsovårdsstadgan (1960) och brandstadgan (1963).  Skillnaden mellan kommuntyperna minskade därigenom efterhand och staden och köpingen kunde slutligen helt avskaffas 1971.

## Hälsovårdsstadgan
Hälsovårdsstadgan utfärdades den 25 september 1874 och förnyades den 19 juni 1919. Stadgan satte sanitära krav på bostäder som var tvungna att uppfyllas om de skulle få vara bebodda. Hälsovårdsstadgan hade också föreskrifter om kyrkogårdar, fabrikers utsläpp av avgaser, ohyror som råttor och möss. Hälsovårdsstadgans uppfyllelse sågs till av en hälsovårdsnämnd, vars verksamhetssområde kallades ett hälsovårdsområde. Hälsovårdsnämnderna var anpassade efter den typ av kommun de verkade i, ett förhållande som upphörde genom 1958 års hälsovårdsstadga (SFS 1958:663) som trädde i kraft den 1 januari 1960.